# 699 Hela
699 Hela
699 Hela là một tiểu hành tinh ở vành đai chính. Nó được J. Helffrich phát hiện ngày 5.6.1910 ở Heidelberg, và được đặt theo tên Hel, nữ thần âm phủ trong thần thoại Bắc Âu